# Frank Johnston (peintre)
Frank Johnston, né à Toronto le 19 juin 1888 et mort dans la même ville le 19 juillet 1949, est un artiste peintre canadien associé au Groupe des sept.

## Biographie
Après avoir travaillé à la firme de design Grip Engraving de Toronto où il fait la rencontre de futurs membres du Groupe des sept, Frank Johnston part étudier en Allemagne de 1904 à 1907. En 1910, il part à Philadelphie pour des études en art et à New York pour y travailler en design commercial. De retour au Canada, il participe à la création du Group des sept et participe à leur première exposition à l'Art Gallery of Toronto (maintenant le Musée des beaux-arts de l'Ontario) en 1920. Il quitte cependant Toronto l'année suivante pour diriger la Winnipeg School of Art. 
Il continue de peindre des paysages, s'intéressant de plus en plus aux effets de lumière. Il peint plus de 250 tableaux durant sa carrière. Il s'éloigne peu à peu du Groupe des sept qu'il quitte définitivement en 1924. En 1927, il change son prénom pour Franz. Il enseigne à l'Université de l'École d'art et de design de l'Ontario durant les années 1920. Il est élu membre de l'Académie royale des arts du Canada.
Frank Johnston meurt à Toronto en 1949.

## Œuvres
Au Musée des beaux-arts du Canada, Ottawa :
- Fire-swept, Algoma (1920), huile sur toile
- The Guardian of the Gorge (1917), 101,3 × 76 cm, gouache, inv. no 1486
- A Northern Night (1917), 100,3 × 75,3 cm, tempera sur carton graphité, inv. no 1426
- Near the Berry Patch, vers 1920),  26,9 × 33,2 cm, huile sur papier, inv. no 6940

Œuvres sur l'aviation au musée canadien de la guerre, Ottawa.
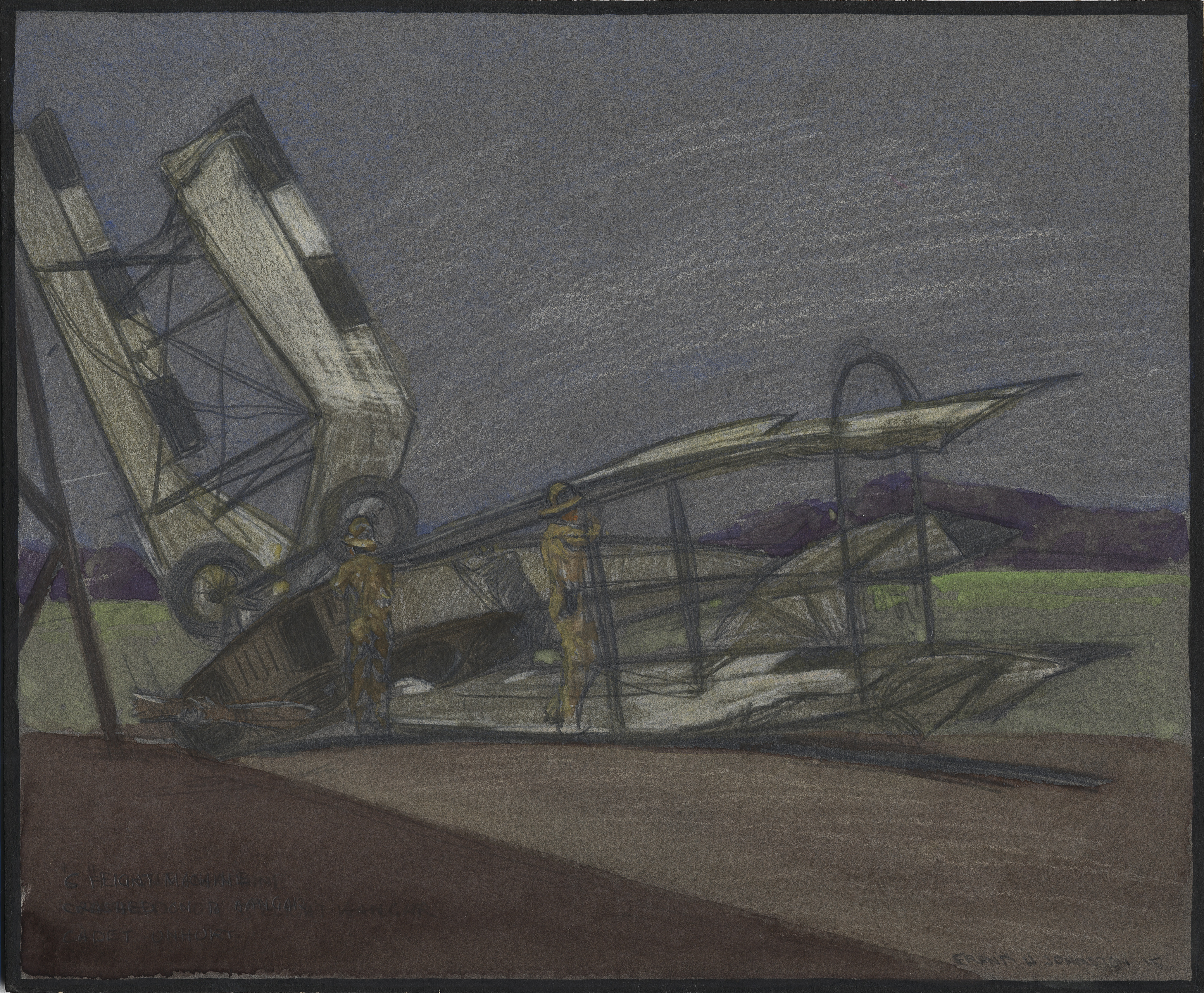
C Flight Machine Cracked on Hangar B (1918).
What Greets the Eye When You Look Back at the Pilot (1918).